# I’ve Been Loving You Too Long
«I’ve Been Loving You Too Long» (или «I’ve Been Loving You Too Long (To Stop Now)») — песня американского певца и музыканта Отиса Реддинга. Написана им вместе с Джерри Батлером. Была издана отдельным синглом в апреле 1965 года. Потом вошла в третий альбом певца Otis Blue: Otis Redding Sings Soul (вышедший в сентябре).
В США песня поднялась до 21 места в чарте Billboard Hot 100 и до 2 места в жанровом ритм-н-блюзовом чарте того же журнала «Билборд», став самым большим хитом в карьере Реддинга к тому моменту.
По жанру это баллада в стиле соул. Теперь она считается критиками одной из лучших работ Реддинга и классикой соула. В этой медленной эмоциональной композиции умоляющему вокалу Реддинга аккомпанируют арпеджированные гитарные аккорды спродюсировавшего эту песню гитариста Стива Кроппера и духовая секция.

## Награды и признание
В 2004 году журнал Rolling Stone поместил песню «I’ve Been Loving You Too Long (To Stop Now)» в оригинальном исполнении Отиса Реддинга на 110 место своего списка «500 величайших песен всех времён». В списке 2011 года песня находится на 111 месте.
В 2011 году оригинальный сингл «I’ve Been Loving You Too Long» Отиса Реддинга (вышедший в 1965 году на лейбле Volt Records) был принят в Зал славы премии «Грэмми».
Кроме того, песня, в частности, вошла (опять же в оригинальном исполнении Отиса Реддинга) в составленный журналом «Тайм» в 2011 году список All-TIME 100 Songs (список ста лучших песен с момента основания журнала «Тайм»).